# Десислава Топалова
Десислава Топалова (нар. 8 червня 1978) — колишня болгарська тенісистка.
Найвищу одиночну позицію світового рейтингу — 152 місце досягла 15 травня 2000, парну — 184 місце — 10 вересня 2001 року.
Здобула 7 одиночних та 9 парних титулів.
Завершила кар'єру 2005 року.

## Фінали ITF

### Одиночний розряд: 12 (7–5)
| Легенда          |
| ---------------- |
| турніри $100,000 |
| турніри $75,000  |
| турніри $50,000  |
| турніри $25,000  |
| турніри $10,000  |

| Фінали за покриттям |
| ------------------- |
| Тверде (1–2)        |
| Ґрунт (6–3)         |
| Трава (0–0)         |
| Килим (0–0)         |

| Результат | W–L | Дата     | Турнір                    | Рівень | Покриття | Суперниця            | Рахунок                 |
| --------- | --- | -------- | ------------------------- | ------ | -------- | -------------------- | ----------------------- |
| Перемога  | 1–0 | Сер 1996 | ITF Стамбул, Туреччина    | 10,000 | Тверде   | Таня Карстен         | 7–6(7–1), 6–7(3–7), 6–1 |
| Поразка   | 1–1 | Сер 1997 | ITF Стамбул, Туреччина    | 10,000 | Тверде   | Олена Дементьєва     | 5–7, 4–6                |
| Перемога  | 2–1 | Вер 1997 | ITF Клуж, Румунія         | 10,000 | Ґрунт    | Аліче Пірсу          | 6–3, 5–7, 6–3           |
| Перемога  | 3–1 | Вер 1997 | ITF Албена, Болгарія      | 10,000 | Ґрунт    | Любомира Бачева      | 2–6, 6–4, 6–0           |
| Перемога  | 4–1 | Лип 1998 | ITF Алкмар, Нідерланди    | 10,000 | Ґрунт    | Іветте Бастінг       | 7–6(7–3), 6–2           |
| Перемога  | 5–1 | Вер 1998 | ITF Софія, Болгарія       | 25,000 | Ґрунт    | Надія Островська     | 6–4, 4–6, 6–2           |
| Поразка   | 5–2 | Кві 1999 | ITF Макарська, Хорватія   | 10,000 | Ґрунт    | Петра Мандула        | 5–7, 5–7                |
| Перемога  | 6–2 | Жов 1999 | ITF Порту, Португалія     | 25,000 | Ґрунт    | Анна Бєлень-Жарська  | 7–6(8–6), 4–6, 7–5      |
| Перемога  | 7–2 | Кві 2000 | ITF Простейов, Чехія      | 25,000 | Ґрунт    | Дафне ван де Занде   | 6–4, 6–1                |
| Поразка   | 7–3 | Вер 2002 | ITF Софія, Болгарія       | 25,000 | Ґрунт    | Маргаліта Чахнашвілі | 3–6, 6–4, 0–6           |
| Поразка   | 7–4 | Сер 2003 | ITF Білефельд, Німеччина  | 10,000 | Ґрунт    | Хрістіна Фітц        | 6–3, 3–6, 3–6           |
| Поразка   | 7–5 | Жов 2003 | ITF Рокгемптон, Австралія | 25,000 | Тверде   | Ніна Дюбберс         | 5–7, 1–6                |

### Парний розряд: 17 (9–8)
| Легенда          |
| ---------------- |
| турніри $100,000 |
| турніри $75,000  |
| турніри $50,000  |
| турніри $25,000  |
| турніри $10,000  |

| Фінали за покриттям |
| ------------------- |
| Тверде (4–1)        |
| Ґрунт (5–7)         |
| Трава (0–0)         |
| Килим (0–0)         |

| Результат | W–L | Дата     | Турнір                   | Рівень | Покриття   | Партнерка           | Суперниці                                 | Рахунок       |
| --------- | --- | -------- | ------------------------ | ------ | ---------- | ------------------- | ----------------------------------------- | ------------- |
| Поразка   | 0–1 | Сер 1994 | ITF Пловдив, Болгарія    | 10,000 | Ґрунт      | Дора Джилянова      | Теодора Недева Антоанета Пандєрова        | 4–6, 6–4, 2–6 |
| Перемога  | 1–1 | Вер 1994 | ITF Варна, Болгарія      | 10,000 | Тверде     | Дора Джилянова      | Галина Димитрова Клаудія Тімм             | 6–3, 7–5      |
| Поразка   | 1–2 | Лют 1995 | ITF Стамбул, Туреччина   | 10,000 | Тверде     | Дора Джилянова      | Коріна Мораріу Хрістіна Захаріду          | 3–6, 5–7      |
| Поразка   | 1–3 | Чер 1995 | ITF Катовиці, Польща     | 10,000 | Ґрунт      | Галина Димитрова    | Моніка Кратохвілова Гана Шромова          | 3–6, 6–4, 3–6 |
| Поразка   | 1–4 | Вер 1995 | ITF Варна, Болгарія      | 10,000 | Ґрунт      | Галина Димитрова    | Дора Джилянова Павліна Нола               | 6–4, 4–6, 5–7 |
| Перемога  | 2–4 | Сер 1996 | ITF Стамбул, Туреччина   | 10,000 | Тверде     | Іпек Шенолу         | Ху Чін-Бі Аліче Пірсу                     | 6–1, 6–4      |
| Поразка   | 2–5 | Вер 1996 | ITF Албена, Болгарія     | 10,000 | Ґрунт      | Галина Димитрова    | Антоанета Пандєрова Павліна Нола          | 4–6, 2–6      |
| Перемога  | 3–5 | Чер 1997 | ITF Велп, Нідерланди     | 10,000 | Ґрунт      | Галина Димитрова    | Кім Кілсдонк Йоланда Менс                 | 5–7, 7–5, 6–4 |
| Перемога  | 4–5 | Вер 1997 | ITF Албена, Болгарія     | 10,000 | Ґрунт      | Галина Димитрова    | Любомира Бачева Антоанета Пандєрова       | 7–5, 6–1      |
| Поразка   | 4–6 | Тра 1998 | ITF Софія, Болгарія      | 10,000 | Ґрунт      | Теодора Недева      | Ольга Виметалкова Міхаела Паштікова       | 5–7, 6–7(5–7) |
| Поразка   | 4–7 | Тра 1998 | ITF Новий Сад, Югославія | 10,000 | Ґрунт      | Антоанета Пандєрова | Татьяна Єчменіца Драгана Зарич            | 2–6, 5–7      |
| Поразка   | 4–8 | Сер 1998 | ITF Падеборн, Німеччина  | 10,000 | Ґрунт      | Естер Брунн         | Лінда Фалтинкова Петра Рацлавська         | 3–6, 2–6      |
| Перемога  | 5–8 | Вер 2000 | ITF Бухарест, Румунія    | 25,000 | Ґрунт      | Антоанета Пандєрова | Катарина Мишич Маркета Кохта              | 6–4, 6–2      |
| Перемога  | 6–8 | Вер 2000 | ITF Софія, Болгарія      | 25,000 | Ґрунт      | Антоанета Пандєрова | Наташа Ґалауза Шеллі Стефенс              | 6–1, 7–6(7–4) |
| Перемога  | 7–8 | Вер 2002 | ITF Батумі, Грузія       | 75,000 | Тверде     | Антоанета Пандєрова | Гульнара Фаттахетдінова Марія Кондратьєва | 2–6, 6–1, 6–1 |
| Перемога  | 8–8 | Жов 2000 | ITF Сен-Рафаель, Франція | 25,000 | Тверде (i) | Антоанета Пандєрова | Катарина Мишич Драгана Зарич              | 4–6, 6–3, 6–1 |
| Поразка   | 8–9 | Вер 2003 | ITF Софія, Болгарія      | 25,000 | Ґрунт      | Драгана Зарич       | Даніела Клеменшиц Сандра Клеменшиц        | 6–3, 7–5      |